# Eulidia yarrellii
La silvistella del Cile o stella dei boschi del Cile (Eulidia yarrellii (Bourcier, 1847)) è un uccello della famiglia Trochilidae, diffuso Perù e Cile. È l'unica specie nota del genere Eulidia.